# Стойче Шакиров
Стойче (Стойчо) Шакиров е български революционер, войвода на Вътрешната македоно-одринска революционна организация.

## Биография
Шакиров е роден в Горничево, тогава в Османската империя, днес в Гърция. Влиза във ВМОРО и след това във ВМРО и става войвода. Шакиров е част от група, която извършва атентати в Леринско срещу новата гръцка власт в Беломорска Македония. Жив е към 1918 година.